# Distretto di Murgap
Il distretto di Murgap è un distretto del Turkmenistan situato nella provincia di Mary. Ha per capoluogo la città di Murgap.